# Hälltjärnen (Aspeboda socken, Dalarna)
Hälltjärnen är en sjö i Falu kommun i Dalarna och ingår i Dalälvens huvudavrinningsområde.